# Stazione di Chiozza
La stazione di Chiozza è una fermata ferroviaria posta sulla ferrovia Reggio Emilia-Sassuolo, a servizio della frazione Chiozza di Scandiano. È gestita dalle Ferrovie Emilia-Romagna (FER).

## Strutture e impianti
La fermata è dotata di un unico binario, servito da un marciapiede alto (55 cm), che consente l'incarrozzamento a raso. Non sono presenti sottopassi.
Il sistema di informazioni ai viaggiatori è esclusivamente sonoro, senza tabelloni video di stazione.

## Movimento
La fermata è servita dai treni regionali in servizio sulla tratta Reggio Emilia-Sassuolo, con undici corse quotidiane tra i due capolinea.. I treni sono svolti da Trenitalia Tper nell'ambito del contratto di servizio stipulato con la regione Emilia-Romagna.
A novembre 2019, la stazione risultava frequentata da un traffico giornaliero medio di circa 74 persone (33 saliti + 41 discesi).